# Svartgadd
Svartgadd är skär i Åland (Finland). De ligger i den sydöstra delen av landskapet, 80 km sydost om huvudstaden Mariehamn.
Terrängen runt Svartgadd är mycket platt. Trakten är glest befolkad. Det finns inga samhällen i närheten. 